# ISO 3166-2:LT
ISO 3166-2:LT — стандарт Международной организации по стандартизации, который определяет геокоды. Является подмножеством стандарта ISO 3166-2, относящимся к Литве. Стандарт охватывает 10 уездов Литвы. Каждый геокод состоит из двух частей: кода Alpha2 по стандарту ISO 3166-1 для Литвы — LT и дополнительного кода, записанных через дефис. Дополнительный код образован созвучно названию уезда. Геокоды уездов Литвы являются подмножеством кодов домена верхнего уровня — LT, присвоенного Литве в соответствии со стандартами ISO 3166-1.

## Геокоды Литвы
Геокоды 10 уездов административно-территориального деления Литвы.
| Геокод | Административная единица | Статус |
| ------ | ------------------------ | ------ |
| LT-AL  | Алитусский               | уезд   |
| LT-PN  | Паневежский              | уезд   |
| LT-VL  | Вильнюсский              | уезд   |
| LT-TA  | Таурагский               | уезд   |
| LT-KU  | Каунасский               | уезд   |
| LT-TE  | Тельшяйский              | уезд   |
| LT-KL  | Клайпедский              | уезд   |
| LT-UT  | Утенский                 | уезд   |
| LT-MR  | Мариямпольский           | уезд   |
| LT-SA  | Шяуляйский               | уезд   |

## Геокоды пограничных Литве государств
- Латвия — ISO 3166-2:LV (на севере),
- Беларусь — ISO 3166-2:BY (на юго-востоке),
- Польша — ISO 3166-2:PL (на юго-западе),
- Россия — ISO 3166-2:RU (на юго-западе (Калининградская область)).